# Molly Reardon
Pour les articles homonymes, voir Reardon.
Pas d'image ? Cliquez ici

a Compétitions nationales et continentales officielles uniquement.

b Matchs officiels uniquement.
Molly Reardon, née le 22 septembre 2003 à Merthyr Tydfil (pays de Galles), est une joueuse internationale galloise de rugby à XV et internationale (en) de rugby à XIII, évoluant au poste de talonneur à XV et de talonneur et deuxième ligne à XIII. Elle est licenciée au Cardiff Met RFC (en) et porte les couleurs du Gwalia Lightning en Celtic Challenge.

## Biographie
Molly Reardon naît le 22 septembre 2003 à Merthyr Tydfil au pays de Galles.
De 2021 à 2023, jouant au rugby à XIII, elle connaît cinq sélections avec l'équipe du pays de Galles (en). En club, elle évolue avec les Cardiff Demons (en).
Fin 2023, jouant au rugby à XV, elle est sélectionnée pour jouer avec la nouvelle franchise du Gwalia Lightning en Celtic Challenge. Elle est appelée en équipe du pays de Galles à XV pour la première fois à l'occasion du Tournoi des Six Nations 2024. Elle obtient sa première cape lors de la troisième journée, contre l'Irlande. Au mois de juin, elle dispute le match de barrage contre l'Espagne, qui qualifie les Galloises pour la Coupe du monde.
En début de saison 2024-2025, elle retrouve l'équipe nationale pour la deuxième édition du WXV. Elle retrouve ensuite le Gwalia Lightning pour le Celtic Challenge.